# أكيهيرو كاناموري
أكيهيرو كاناموري (بالإنجليزية: Akihiro Kanamori)‏ هو مؤرخ الرياضيات ورياضياتي أمريكي، ولد في 23 أكتوبر 1948 في طوكيو الكبرى في اليابان.